# Toowoomba Airport
Toowoomba Airport (engelska: Toowoomba Aerodrome) är en flygplats i Australien. Den ligger i kommunen Toowoomba och delstaten Queensland, omkring 110 kilometer väster om delstatshuvudstaden Brisbane.
Runt Toowoomba Airport är det mycket tätbefolkat, med 1 095 invånare per kvadratkilometer.. Närmaste större samhälle är Toowoomba, nära Toowoomba Airport. 
Runt Toowoomba Airport är det i huvudsak tätbebyggt. Genomsnittlig årsnederbörd är 949 millimeter. Den regnigaste månaden är januari, med i genomsnitt 191 mm nederbörd, och den torraste är september, med 31 mm nederbörd.